# Saurita mosca
Saurita mosca är en fjärilsart som beskrevs av Paul Dognin 1897. Saurita mosca ingår i släktet Saurita och familjen björnspinnare. Inga underarter finns listade.